# James Reese Europe

James Reese Europe mit weiteren Angehörigen der Hellfighters Band des 369. Infanterie-Regiments der USA (um 1918)

James Reese Europe (* 22. Februar 1881 in Mobile, Alabama; † 9. Mai 1919 in Boston, Massachusetts) war ein amerikanischer Bandleader und Komponist des Ragtime und frühen Jazz.

## Leben und Wirken
Reese zog im Alter von 10 Jahren mit der Familie nach Washington, D.C. Beide Eltern waren Musiker. Er lernte Violine und Klavier und erhielt in Washington Unterricht bei Enrico Hurlei, dem stellvertretenden Direktor der Band des Marinekorps. Mit 14 gewann er sogar den zweiten Preis in einem Kompositionswettbewerb (den ersten Preis erhielt seine Schwester Mary).
Mit 22 Jahren (1904) ging er nach New York, wo er Piano in Bars spielte und seine Musikstudien fortsetzte. 1907 war er musikalische Leiter in Musicals von Bob Cole und J. Rosamond und James Weldon Johnson (Shoe Fly Regiment) und Bert Williams (Mr. Lode of Coal). 1910 gründete er den Clef Club, eine Organisation für afroamerikanische Musiker mit eigenem Gebäude, teils Gewerkschaft und Agentur, teils Orchester. Sie vermittelten Musiker für die Partys der New Yorker Gesellschaft – allein zur Unterhaltung (damals mussten viele Musiker noch nebenbei als Kellner arbeiten). 1912 gab das Clef Club Orchestra ein Konzert in der Carnegie Hall zugunsten einer Musikschule für Afroamerikaner. Im Orchester spielten 125 Musiker (später manchmal sogar 150) auf teilweise exotischen Instrumenten, nach einer Rezension der New York Times von 1914 orchestral arrangierte „plantation melodies and spirituals.“ Das war gleichzeitig das erste Auftreten einer Band mit Jazz-artiger Musik in der Carnegie Hall (12 Jahre vor Paul Whiteman und George Gershwin in der Aeolian Hall und 38 Jahre vor Benny Goodmans Carnegie Hall Concert), auch wenn sie noch überwiegend Ragtime spielten, also durchkomponierte Musik. Sie waren so erfolgreich, dass sie in den folgenden Jahren dort weitere Konzerte gaben.
Das Society Orchestra von Reese (mit dem Arrangeur Ford Dabney) wurde ab 1912 landesweit populär als Begleitband der Tänzer Vernon und Irene Castle, die ansonsten in der weißen Mittelschicht verpönte Ragtime-Tänze wie den von ihnen kreierten Foxtrott „gesellschaftsfähig“ machten. Sie spielten in der Tanzschule der Castles Castle House und in ihrem Restaurant Sans Souci und 1914 im Palace und Victoria Theatre, den damals führenden Vaudeville-Theatern. Damals fügte er auch das Saxophon als Instrument dem Orchester hinzu, das vorher eher eine exotische Außenseiterrolle spielte. Zwischen 1913 und 1914 machten sie Aufnahmen für RCA Victor, die als eine der frühesten Aufnahmen des „hot“ Ragtime-Stils an der Ostküste gelten und überhaupt die ersten Aufnahmen afroamerikanischer Musiker für eine große amerikanische Schallplattengesellschaft waren. 1915 trennte sich Reese von den Castles, die mit Ford Dabney als musikalischem Leiter weitermachten.
Während des Ersten Weltkriegs diente Reese als Leutnant im 369. Infanterieregiment, den „Harlem Hellfighters“, und er dirigierte auch deren Militärband The Hellfighters Band, für die er farbige Musiker in der ganzen US-Armee rekrutieren konnte, wozu er bis Puerto Rico reiste. Zu den Hellfighters gehörten u. a. der Trompeter Russell Smith und der Posaunist Herb Flemming. Neujahr 1918 kamen sie in Frankreich an, als erste afroamerikanische Kampfeinheit auf dem Kriegsschauplatz. Von Februar bis März 1918 legten sie über 2000 Meilen in Frankreich für die Truppenbetreuung zurück, waren aber auch im Kampfeinsatz (im Juni wurde er bei einem Giftgasangriff verletzt und ins Hospital eingeliefert). Dabei spielten sie neben Märschen – etwa von Sousa – auch Ragtime bzw. frühen Jazz („synkopierte“ Musik, in Nummern wie z. B. „Memphis Blues“), den sie in Frankreich populär machten. Von Leitern europäischer Militärbands nach seinem Geheimnis gefragt, erwähnte er nicht nur die „wild synkopierenden“ Rhythmen und die Verwendung von schwarzem „Folkmaterial“, sondern auch die „jazz spasms“ besonders der Posaunen und das Bemühen seiner Musiker, ständig neue ungewöhnliche Töne hervorzubringen.

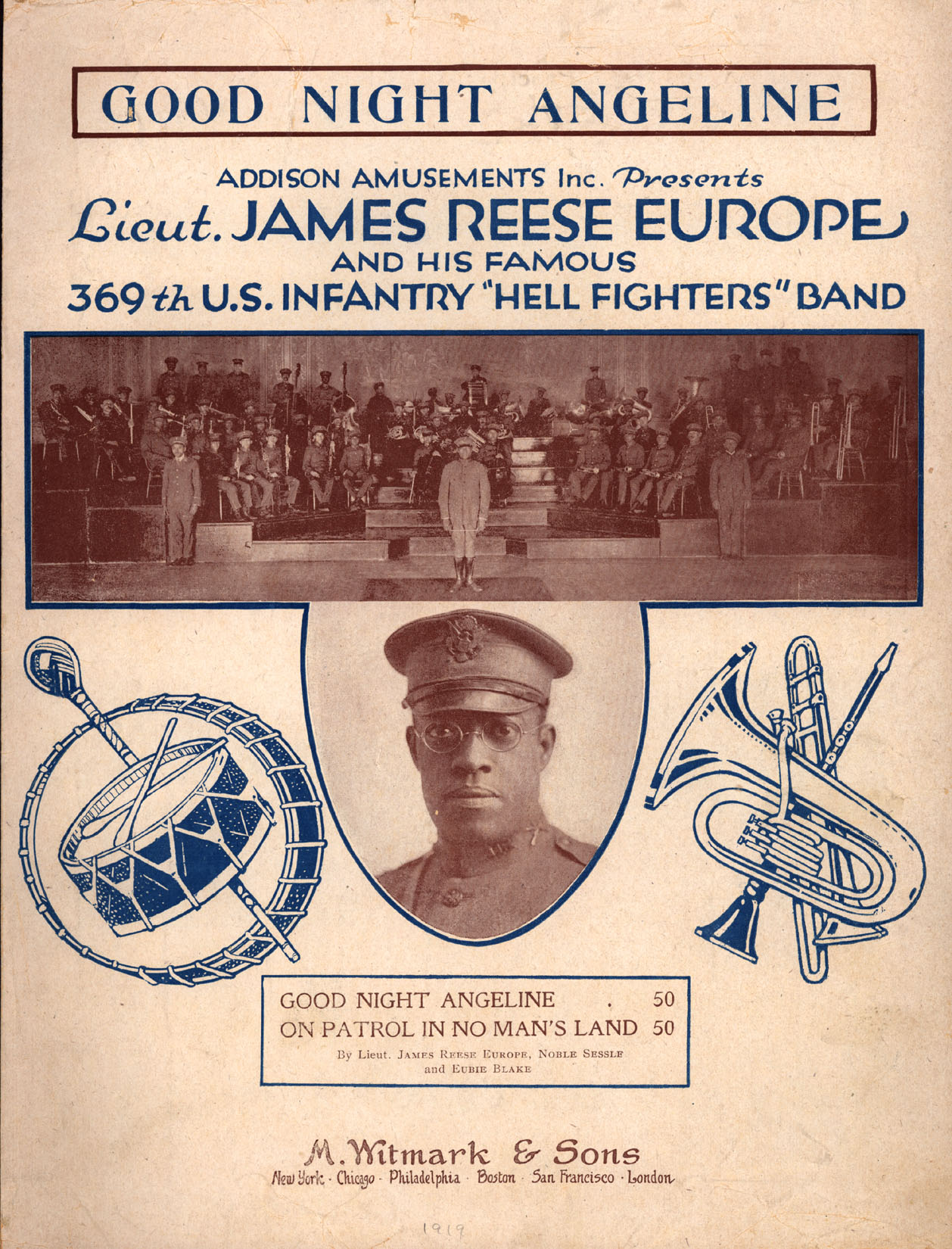
Notenausgabe von Goodnight Angeline mit Bild des Co-Komponisten James Reese Europe und der 369th U.S. Infantry „Hell Fighters“ Band

Februar 1919 kehrte die Band in die USA zurück, mit einer triumphalen Siegesparade in New York, in der die Band die Hellfighters beim Einzug in Harlem anführte. Reese machte dort Aufnahmen für Pathé Records, teilweise als Begleitung für den Sänger Noble Sissle (der schon im Society Orchestra von Reese war und auch Violine spielte), die deutlich mehr Blues-Nummern und Einflüsse der Original Dixieland Jass Band zeigten (Clarinet Marmalade). Hier entstanden auch einige der frühesten Aufnahmen von Dixieland-Klassikern wie St. Louis Blues, Memphis Blues, The Darktown Strutters’ Ball, sowie das von Reese komponierte, bei den Veteranen des Krieges sehr beliebte On Patrol in No Man’s Land, mit Granateinschlägen und anderen Kriegsgeräuschen auf dem Schlagzeug. Gemeinsam mit Sissle und Eubie Blake komponierte er 1919 Goodnight Angeline.
Im selben Jahr wurde Reese Mitten in einer erfolgreichen landesweiten Tournee von einem der Mitglieder seiner Band erstochen (einem Schlagzeuger), dem der strenge Führungsstil von Reese nicht gefiel. Eine Vene am Hals war verletzt und er verblutete auf dem Weg ins Krankenhaus. Er wurde mit einer Trauerparade in New York geehrt und auf dem Nationalfriedhof Arlington begraben. Die restliche Tour der Band wurde von Noble Sissle und Eubie Blake geleitet.